# Serieåret 1951

## Händelser

### Mars
- 12 - På seriesidorna i nyhetstidningar i USA gör seriefiguren Dennis debut.

### Okänt datum
- I Sverige ges serietidningarna Blondie, Cowboy, Läderlappen, Tarzan och Tomahawk ut för första gången.[1]
- Lille Rikard och hans katt av Rune Andréasson debuterar i Aftonbladet.

## Utgivning
- Il y a un sorcier à Champignac av André Franquin with Jean Darc, Dupuis[2]

### Album
- Arizona (Lucky Luke)[3]
- Trollkarlen i Champignac (Spirou)[4]

## Födda
- 3 april - Daniel Ceppi, schweizisk serieskapare
- 29 juni - Don Rosa, amerikansk Disney-tecknare.
- 7 oktober - Enki Bilal, jugoslavisk-fransk serietecknare.
- 7 december - Daniel Branca (död 2005), argentinsk Disney-tecknare.

### Fotnoter
1. ↑  Swecomics
2. ↑  franquin.com. ”Une vie - 1951” (på franska). Arkiverad från originalet den 9 juni 2011. https://web.archive.org/web/20110609153458/http://www.franquin.com/bio/1951.php. Läst 10 mars 2011.
3. ↑  ”Lucky Luke på svenska”. Arkiverad från originalet den 11 november 2014. https://web.archive.org/web/20141111004811/http://www.visit.se/~dampgrodan/album_kronolog.html. Läst 12 mars 2011.
4. ↑  ”Spirou enligt Franquin”. Arkiverad från originalet den 23 juli 2010. https://web.archive.org/web/20100723064409/http://www.mantagraphics.com/franquin/helaalbum.htm. Läst 12 mars 2011.